# Мардук-апла-иддин II
Мардук-апла-идин II (букв. «Мардук дал наследника»; библ. Беродах Баладан — 4Цар. 20:12, библ. Меродах Баладан Ис. 39:01) — царь Вавилона, правил приблизительно в 722 — 710 и 703 — 702 годах до н. э.
Мардук-апла-иддин был вождём халдейского племени Бит-Якин и претендовал на царское происхождение от Эриба-Мардука. Впервые его имя упоминается в анналах Тиглатпаласара III среди имён халдейских вождей, принёсших ему дань в 731 году до н. э.

## Мардук-апла-иддин захватывает власть в Вавилоне
В 722 году до н. э., после смерти ассирийского царя Салманасара V, Мардук-апла-иддин захватил Вавилон и объявил себя царём. Мардук-апла-иддин II заключил союз с Эламом.
В 721 году до н. э. новый ассирийский царь Саргон II предпринял поход на Вавилонию, который окончился для ассирийцев плачевно. В сражении у Дера Саргон потерпел поражение от эламского царя Хумбан-никаша, союзника вавилонян. Мардук-апла-иддин с войском поспешил на помощь своему эламскому союзнику, но к началу сражения опоздал, видимо, умышленно. Вавилоняне прибыли только тогда, когда ассирийцы уже обратились в бегство. Однако союзники не сумели извлечь пользу из своей победы, город Дер, по-прежнему, остался под властью ассирийцев.
Конфискация Мардук-апла-иддином сокровищ вавилонских храмов для удовлетворения нужд союзников и собственного войска вызвала ненависть к нему со стороны жречества и знати. Возмущавшихся вавилонян и граждан других привилегированных городов, вопреки договорам, Мардук-апла-иддин ссылал или заключал в тюрьмы, а имущество их конфисковывал.

## Ассирийцы отвоёвывают Вавилон
В 710 году до н. э. Саргон II вновь двинул свои войска в Вавилонию. Одна группа войск захватила территории между Эламом и Вавилоном. Саргон подарил сбор дани с этой новообразованной области храму Мардука в Вавилоне, что вызвало активную поддержку ассирийской армии со стороны вавилонян и других городов Вавилонии. Другая группа разбила под Вавилоном Мардук-апла-иддина II и захватила Вавилон. Мардук-апла-иддин бежал в свои исконные земли, в халдейскую область Бит-Якин на юге Вавилонии.
В 709 году до н. э. Саргон вторгся в эту область, захватил столицу Мардук-апла-иддина Дур-Якин и освободил из тюрем вавилонян, посаженных туда халдейским вождём. 90 тысяч халдеев было выселено в Ассирию, но самому Мардук-апла-иддину удалось ускользнуть от ассирийцев и укрыться среди недоступных болот Приморья. Вавилонской знати были возвращены конфискованные земли. Вавилон, Сиппар и Ниппур получили обратно свои привилегии и автономию. Такие же или несколько меньшие права были предоставлены ещё девяти вавилонским городам.
Саргон короновался царём Вавилона, а своего наследника Синаххериба Саргон женил на знатной вавилонянке. Своими действиями Саргон давал понять, что он действует не как захватчик, а как освободитель Вавилона.

## Борьба за Вавилон
В 705 году до н. э. после смерти Саргона II Мардук-апла-иддин создал могущественную антиассирийскую коалицию, куда вошли халдейские, некоторые арамейские и арабские племена, Элам, Иудея, Тир, Арвад, Аскалон и многие другие. В 704 году до н. э. Синаххериб предпринял карательную экспедицию против Вавилонии, когда там снова появился Мардук-апла-иддин II, чтобы вернуть себе прежнюю власть в Вавилоне. Ассирийцы защитили от халдеев южные незначительные города Ларак, Сарабану, но к Вавилону Синаххериб отнёсся с презрением.
По неизвестным причинам Синаххериб два года медлил занять престол в Вавилоне. В конце концов, вавилоняне были вынуждены выдвинуть царём одного из своей среды некого Гагизу (в вавилонском списке царей известен под тронным именем Мардук-закир-шуми II). Это побудило к немедленному новому выступлению Мардук-апла-иддина II, готовившего грандиозное восстание против Ассирии.

## Мардук-апла-иддин снова захватывает Вавилон и вновь теряет его
В 703 году до н. э. Мардук-апла-иддин занял вавилонский престол. В ответ на это Синаххериб выступил в поход (в 702 году до н. э.). После двойной победы при Куту и Кише Синаххериб вступил в Вавилон, где ему удалось захватить дворец Мардук-апла-иддина со всем его имуществом и дворцовыми служащими. Самому Мардук-апла-иддину удалось бежать в Приморье.
Синаххериб захватил 75 городов-крепостей и 420 поселений Халдеи. 208 тысяч халдеев были выселены ассирийцами в другие области их державы. Синаххериб сделал попытку создать хорошие отношения с вавилонянами, покарав только непосредственных сообщников Мардук-апла-иддина, главным образом халдеев, арамеев и арабов. Но Синаххериб вновь не захотел занять вавилонский трон лично, а посадил на него в качестве марионетки некоего Бел-ибни.
В 700 году до н. э. Мардук-апла-иддин вновь активизировал свою деятельность в Вавилонии. Царь Вавилона Бел-ибни под влиянием патриотично настроенных вавилонян отложился от Ассирии и вступил в союз с халдеями. Синаххериб вновь выступил в поход на Вавилон. Город был взят и там, вместо не оправдавшего его доверия Бел-ибни, Синаххериб поставил царём своего сына и наследника Ашшур-надин-шуми, а Бел-ибни был отправлен обратно в Ассирию.

## Синаххериб преследует Мардук-апла-иддина в Приморье
Чтобы раз и навсегда покончить с Мардук-апла-иддином, Синаххериб двинул армию в Приморье. Дорогой он нанёс поражение Шузубу-халдею, живущему среди болот в городе Биттуту. Шузубу бежал. После чего ассирийский царь вторгся в Бит-Якин (владение Мардук-апла-иддина) и подверг эту область жесточайшему разгрому. Но Мардук-апла-иддин погрузил на корабли семью, часть войска, статуи богов и даже кости своих предков, пересёк Персидский залив и высадился в Эламе.
Эламский царь Халлутуш-Иншушинак II представил ему в управление город Нагите-ракки (букв. «Область болот»), расположенный на одном из островов Персидского залива. Синаххериб не смог преследовать его, не имея в своём распоряжении флота, а сумел лишь захватить халдеев, оставшихся на берегу, в том числе брата и сыновей Мардук-апла-иддина.

## Синаххериб преследует Мардук-апла-иддина в Эламе
Только в 694 году до н. э. Синаххериб смог возобновить борьбу с Мардук-апла-иддином, которого он считал настолько опасным, что решился преследовать его даже за морем. С помощью финикийских и, возможно, греческих мастеров и мореходов были основаны две верфи. Одна в Тиль-Барсипе на Евфрате, лес для которой доставляли с гор Амана и Ливана; другая — на Тигре, близ Ниневии, лес на какую везли из Курдистана. Когда корабли были построены, их спустили вниз по Тигру и Евфрату в Баб-Салимети, где Синаххериб, находившийся в лагере на берегу, чуть не погиб во время сильного прилива. Ассирийцы понесли значительные потери, много воинов утонуло. На это не остановило Синаххериба. Переправившись на кораблях через Персидский залив, он захватил Нагиту.
В руки ассирийцев попало много халдеев, но самого Мардук-апла-иддина среди них не оказалось. Видимо, ему снова удалось бежать. Дальнейшая его судьба неизвестна.